# Geiner Moreno
Geiner Moreno, född 24 juni 2000, är en friidrottare från Colombia. Han deltog vid olympiska sommarspelen 2024.